# بیگل مونترآلی
بیگل مونترآلی (انگلیسی: Montreal bagel؛ فرانسوی: Bagel de Montréal‎) یا بیگل به سبک مونترآلی (انگلیسی: Montreal-style bagel) نوعی بیگل مخصوص دست‌ساز (غیر کارخانه‌ای) است که بر روی هیزم پخته می‌شود.
برخلاف بیگلِ معمولی (بیگل نیویورکی)، این بیگل، کوچکتر، نازک‌تر، شیرین‌تر و توپُرتر است و سوراخِ وسطش بزرگتر است و همیشه در کوره‌های هیزمی پخته می‌شود.
بیگل مونترآلی حاویِ مالت و تخم‌مرغ است و به آن نمک نمی‌زنند، بلکه آن را در آب و عسل می‌جوشانند و سپس هیزم‌پز می‌کنند.
هنوز در بسیاری از مراکزِ ارائه‌کنندهٔ این بیگل در مونترآل، آن را جلوی چشم مشتریان تهیه کرده و می‌پزند.